# RBU-1000
RBU-1000「スメールチ3」（ロシア語: РБУ-1000 «Смерч-3»）はソビエト連邦が開発した300mm口径の対潜迫撃砲であり、対魚雷用としても用いられる。ロケット弾とされた爆雷を投射するもので、1962年から1963年頃より運用を開始した。

## 概要
発射機は6本のロケット発射用チューブを馬蹄形様に配した形状をしており、ブルヤ火器管制システムによりコントロールされる。操作要員として3人要し、2人は弾薬庫に、1人は管制操作に配される。
RGB-10ロケットが発射されるが、目標を特定してから最初のロケットの目標到達に要する時間は約2分、目標のデータが予め特定できていれば所要時間はを1分以下にすることも可能である。
一度に発射する数は1、2、4、または6発の中から選択でき、1秒間隔で発射される。装填は自動化されており、次発装填に要する時間は3分以下である。一つの発射機当たり60発または48発のロケットが搭載される。

## 要目

### 発射機
- 重量: 2,900 kg
- 長さ: 2.165 m
- 幅: 2 mm
- 高さ: 2.030 m
- 旋回速度: 30 °/秒

### RGB-10ロケット
- 射程: 100 m から 1,000 m
- 重量: 97 kg
- 口径: 300 mm
- 長さ: 1800 mm
- 沈降率: 11.8 m/秒
- 最大深度: 450 m

## 搭載艦艇
RBU-1000を搭載する艦艇（現役または退役艦艇）
- ソビエト連邦海軍
 ロシア海軍
  - クレスタI型ミサイル巡洋艦 (Project 1134)
  - クレスタII型ミサイル巡洋艦 (Project 1134A)
  - カーラ型ミサイル巡洋艦 (Project 1134B)
  - キーロフ級ミサイル巡洋艦 (Project 1144)
  - カシン型駆逐艦 (Project 61)
  - ソヴレメンヌイ級駆逐艦 (Project 956)

- 中国人民解放軍海軍
  - ソヴレメンヌイ級駆逐艦 (Project 956E/956EM)